# Аббат (сорт груш)
'Аббат' (полное название: 'Аббат Фетель'; фр. Abbé Fetel) — сорт груши обыкновенной. 

## История и название
Сорт был выведен во Франции в 1860-е годы католическим священнослужителем аббатом Фетелем. Свои эксперименты с грушевыми деревьями он начал, будучи, ещё сравнительно молодым приходским священником в Шеси, департамент Рона, и продолжил в деревне Шаранте, в том же департаменте Рона (не путать с департаментом Шаранта), где служил впоследствии. Работа над селекцией данного сорта была в основном закончена к 1870-м годам.
На сегодняшний день сорт 'Аббат Фетель' (название которого зачастую сокращается просто до 'Аббат') занимает одно из первых по объёмам выращивание и экспорта груш в Италии (до 8% от всего производства груш). Основным регионом производства груш этого сорта в Италии является Эмилия-Романья. Другими важными производителями груш этого сорта являются Аргентина и Чили.
Визуально плоды груши сорта 'Аббат' имеют некоторое сходство с плодами сортов 'Бере Боск' и 'Конференс'. Это груши вытянутой формы, первоначально зелёные и приобретающие землисто-жёлтый цвет в процессе созревания.
Сорт умеренно восприимчив к парше на листьях и плодах, довольно восприимчив к синегнойной палочке на листьях. Не имеет особой устойчивости к болезням растений. Транспортировку переносит удовлетворительно.
В Италии урожай груш сорта 'Аббат' обычно собирают в сентябре; при хранении в холодильнике при правильной температуре сохраняет свои вкусовые качества до нескольких недель. После покупки груш, лучше позволить им дозреть 1-3 дня, если они были куплены недостаточно спелыми.